# Dagmar Hoßfeld
Dagmar Hoßfeld (* 8. Juni 1960 in Kiel) ist eine deutsche Kinder- und Jugendbuchautorin.

## Leben und Werk
In ihrer Jugend war Dagmar Hoßfeld eine begeisterte Reiterin. Als ihr Sohn ein halbes Jahr alt war, begann sie Pferdegeschichten für Kinder zu schreiben. Seit 1999 sind zahlreiche Romane für Kinder und Jugendliche von ihr erschienen. Den Anfang machte die Reihe Reiterhof Erlengrund, danach folgten die Reihen Pferde-Internat Rosenberg, Der Pony-Fanklub und Die Sattelbande sowie mehrere Einzeltitel, zum Beispiel Mias schwerster Ritt und Sattelgeschichten. 2007 hat Dagmar Hoßfeld mit Kristin und das Einhorn ihren ersten Fantasy-Roman geschrieben. Das Buch wurde als Hörbuch vertont. Sie lebt heute mit ihrem Sohn und ihrer
Katze auf dem platten Land zwischen der Ostsee und Schlei.
Dagmar Hoßfeld schreibt in nahezu allen Genres der Kinderliteratur, unter anderem bisher 18 Romane für die im Carlsen-Verlag erscheinende Reihe Conni & Co. Viele ihrer Romane wurden auch als Hörbücher herausgegeben, darunter alle sieben Carlotta-Bände, gelesen von Marie Bierstedt.
Sie lebt in einem kleinen Dorf zwischen Ostsee und Schlei.

## Bibliographie (Auswahl)
- Mein Leben, die Liebe und der ganze Rest; Mein Sommer fast ohne Jungs; Meine beste Freundin der Catwalk und ich.  Ein Mädchenroman nicht nur für Conni-Fans, Carlsen 2013, ISBN 978-3-551-26001-7.
- Carlotta 1 – Internat auf Probe. Mit Illustrationen von Edda Skibbe. Carlsen Verlag, 2010, ISBN 978-3-551-65091-7.
- Carlotta 2 – Internat und plötzlich Freundinnen. Mit Illustrationen von Edda Skibbe. Carlsen Verlag, 2011, ISBN 978-3-551-65092-4.
- Carlotta 3 – Film ab im Internat. Mit Illustrationen von Edda Skribbe. Carlsen Verlag, 2012, ISBN 978-3-551-65093-1.
- Carlotta 4 – Internat und Prinzenball, Carlsen Verlag 2013, ISBN 978-3-551-65094-8.
- Carlotta 5 – Internat und tausend Baustellen, Carlsen Verlag 2014, ISBN 978-3-551-65095-5.
- Carlotta 6 – Herzklopfen im Internat, Carlsen Verlag 2015, ISBN 978-3-551-65096-2.
- Carlotta – Internat und Schneegestöber (Extraband), Carlsen Verlag, 2016, ISBN 978-3-551-65045-0.
- Carlotta 7 – Internat auf Klassenfahrt, Carlsen Verlag, 2017, ISBN 978-3-551-65097-9.
- Carlotta 8 – Carlotta – Internat und Kuss und Schluss?, Carlsen Verlag, 2018, ISBN 978-3-551-65098-6.
- Carlotta – Vom Internat in die Welt, Carlsen Verlag, 2019, ISBN 978-3-551-65099-3.